# Le Dragon des glaces
Le Dragon des glaces est un roman de fantasy écrit par Robin Hobb. Traduction française du premier tiers du livre original Fool's Fate publié en 2003, il a été publié en français le 8 mars 2005 aux éditions Pygmalion et constitue le onzième tome de L'Assassin royal ainsi que le cinquième tome du deuxième cycle.
Les événements relatés dans ce deuxième cycle se déroulent quinze ans après ceux décrits dans les six tomes du cycle précédent. Une autre série de Robin Hobb, Les Aventuriers de la mer, se déroulant dans le même monde, se situe chronologiquement entre ces deux cycles et introduit des personnages importants du deuxième cycle.

## Résumé
Pour épouser Elliania des îles d'Outremer, le prince Devoir doit lui rapporter la tête du dragon Glasfeu, prisonnier de la glace sur l'île d'Aslevjal. Cependant, pour assurer un avenir meilleur aux Six-duchés selon la prophétie du Fou, FitzChevalerie doit non pas aider son prince à le tuer, mais le libérer pour qu'il puisse s'accoupler avec le dragon du désert des pluies Tintaglia. Mais à peine le campement installé, des événements inquiétants mettent en péril l’expédition.